# Rio Feliciano
O rio Feliciano é um curso de água do estado de Santa Catarina, no Brasil.